# Coleophora vulpeculoides
Coleophora vulpeculoides é uma espécie de mariposa do gênero Coleophora pertencente à família Coleophoridae.